# Асимов, Аслиддин Сайфиддинович
Аслиддин Сайфиддинович Асимов (Осими) (29 января 1933 года — 8 августа 2019 года) — советский и таджикский уролог, профессор.

## Биография
Родился в Худжанде в семье рабочих. Брат академика Асимова Мухаммада Сайфиддиновича.
Окончил медицинскую школу Худжанда (1952, работал фельдшером в областной больнице) и Таджикский государственный медицинский институт имени Абуали ибн Сины по специальности «лечебное дело» (1953—1959), работал врачом-хирургом Худжандской городской больницы.
В 1963 году поступил в аспирантуру при кафедре хирургии ТГМИ. В 1969 году защитил кандидатскую диссертацию на тему «Лечение мочекаменной болезни в условиях курорта Ходжа-Оби-Гарм» (научный руководитель профессор Василий Николаевич Дунчик).
В Таджикском государственном медицинском институте имени Абуали ибн Сины прошёл путь от ассистента до профессора. В 1974—2010 гг. заведующий кафедрой урологии, в 1975—1982 гг. декан лечебного факультета.
С 1973 по 1996 год главный уролог Министерства здравоохранения Таджикской ССР и Республики Таджикистан.
В 1973 г. присвоено звание доцента и 1996 — профессора по кафедре урологии.
Умер в Душанбе в ночь на 08.08.2019. Похоронен на кладбище Сари Осиё Душанбе.

## Публикации
Автор (соавтор) 2 монографий, 6 учебно-методических пособий, более 200 научных статей, 10 рационализаторских предложений.
Сочинения:
- Варикозное расширение вен семенного канатика (варикоцеле) / А. В. Люлько, А. С. Асимов, П. С. Кодрат. — Душанбе : Ирфон, 1985. — 203 с.; 20 см; ISBN В пер.

## Награды
- Отличник здравоохранения СССР (1978),
- Заслуженный врач Таджикской ССР (1983).
- медаль «Шафкат» (2009).